# Intention (England und Wales)
Intention (~ ‚Vorsatz‘) bildet im Strafrecht von England und Wales neben recklessness (~ ‚grobe Fahrlässigkeit‘/‚dolus eventualis‘) und negligence (~ ‚Fahrlässigkeit‘) eine der drei klassischen Formen der mens rea.

## Direct intent
Als direct intent bezeichnet das englische Strafrecht eine Situation, bei der der Täter eine bestimmte Folge seines Handelns hervorbringen will, unabhängig davon, ob ihr Eintritt objektiv wahrscheinlich ist. Direct intent ist nach der Entscheidung des Court of Appeal in R v Pearman (1985) auch für die mens rea des attempt (~ Versuch) nach s. 1 des Criminal Attempts Act 1981 erforderlich. 

## Oblique intent
Oblique intent liegt nach englischem Recht vor, wenn der Täter den strafbaren Erfolg zwar nicht beabsichtigt hat, dieser jedoch so gut wie sicher eintreten wird. Die Abgrenzung zwischen oblique intent und direct intent hat besonders bei Mord große Bedeutung: Mord erfordert nach englischem Recht nämlich direct intent, das Opfer zu töten oder ihm ein grievous bodily harm zuzufügen. 

## Specific intent
Das englische Recht unterscheidet zwischen Straftaten mit basic intent und specific intent. Welche Straftaten specific intent erfordern, kann im Einzelfall hochumstritten sein. Liegt eine solche Straftat vor, kann sich der Täter damit verteidigen, dass er zum Tatzeitpunkt betrunken oder sonst berauscht (intoxicated) war. Straftaten, bei denen bislang specific intent verlangt wurde, sind zum Beispiel Mord, Diebstahl und grievous bodily harm.

## Ulterior intent
Verlangt ein Straftatbestand ulterior intent, muss ein weiteres Element der mens rea bewiesen werden, das zum actus reus keinen unmittelbaren Bezug trägt. Ein Beispiel hierfür ist s. 18 des Offences against the Persons Act 1961: Grievous bodily harm liegt auch dann vor, wenn der Täter ein „grievous bodily harm“ („schwerliches körperliches Leid“) zufügt, in der Absicht („intent“), die Inhaftierung einer Person zu vereiteln.